# Oenothera fruticosa
Espèce
Oenothera fruticosa est une espèce de plantes à fleurs de la famille des Onagracées. C'est une plante herbacée vivace se trouve dans les grands espaces de l'Amérique du Nord orientale.

## Liste des sous-espèces
Selon Catalogue of Life (6 juil. 2013) :
- sous-espèce Oenothera fruticosa subsp. fruticosa
- sous-espèce Oenothera fruticosa subsp. glauca